# Cronaca della Morea

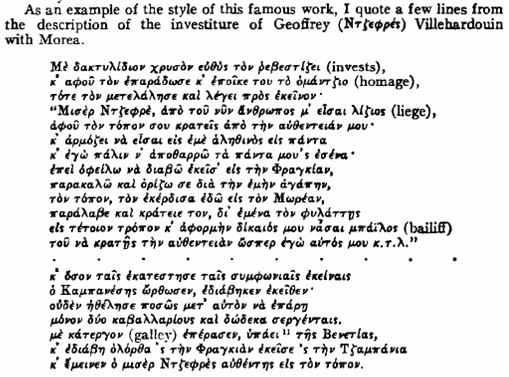
Una parte di testo della "Cronaca della Morea".

La Cronaca della Morea (in greco Το χρονικόν του Μορέως?) è un ampio testo del XIV secolo, di cui esistono quattro versioni: una francese, una greca (in versi), una italiana e una aragonese promossa dallo scriptorium di Juan Fernández de Heredia.
La Cronaca è composta da oltre 9 000 versi e racconta gli eventi legati allo sviluppo del sistema feudale in Grecia, in particolare nel Peloponneso (chiamato Morea in quel periodo) dopo la Quarta crociata, nel periodo tra il 1204 e il 1292, fornendo innumerevoli dettagli sull'organizzazione del Principato di Acaia.